# Weszely Tibor

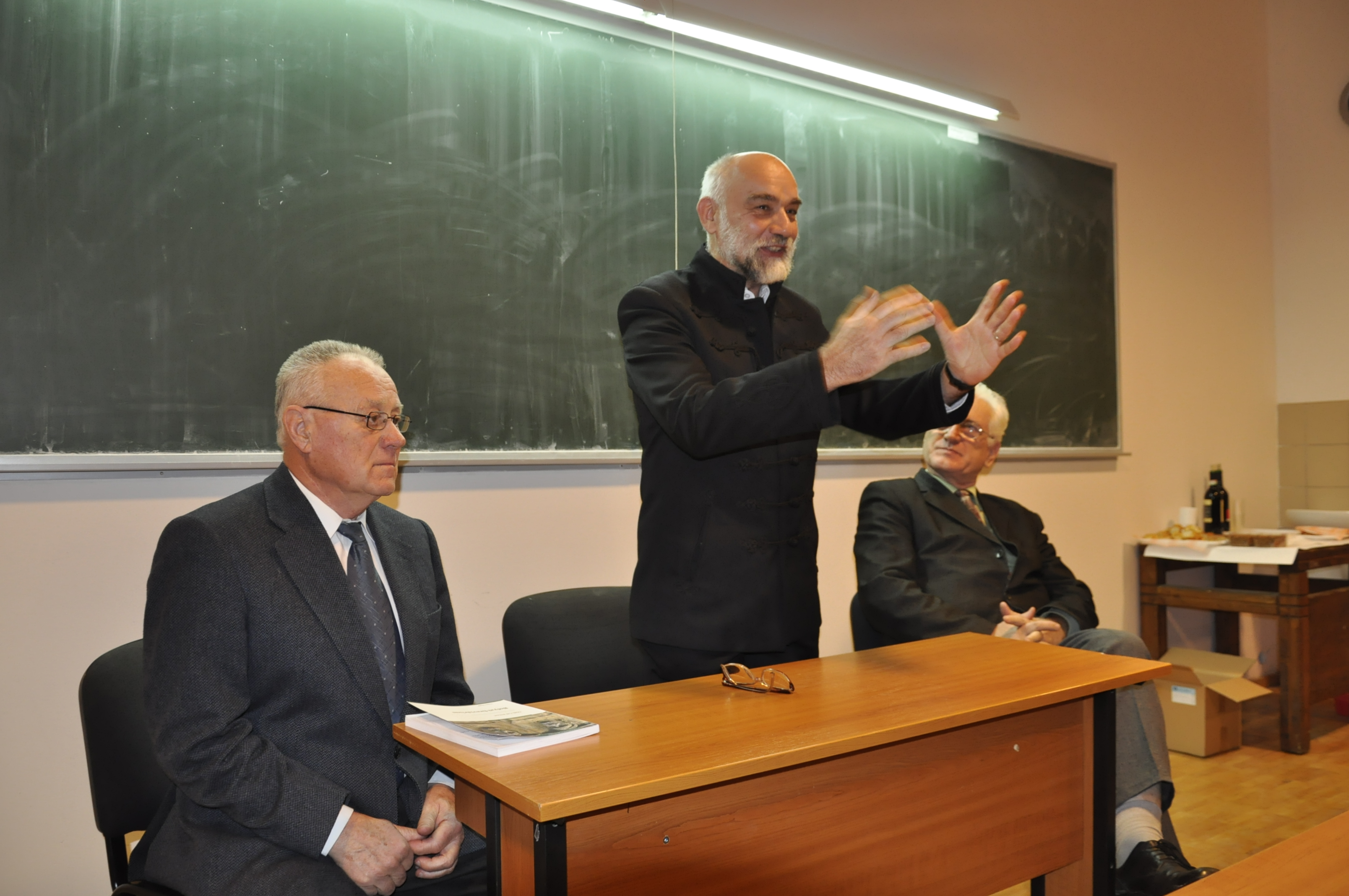
Oláh-Gál Róbert könyvbemutatóján 2012-ben (Weszely Tibor bal oldalon).
Vajda György felvétele

Weszely Tibor (Brád, 1936. január 16. – Marosvásárhely, 2019. december 5.) magyar matematikus, tudománytörténész, Bolyai-kutató.

## Életútja
A középiskolát Marosvásárhelyen végezte, majd a Bukaresti Egyetemen matematika-fizika szakos tanári diplomát szerzett 1959-ben. Az egyetem elvégzése után gyakornok lett a Bukaresti Egyetem geometria és topológia tanszékén, de két hónap múlva Kozma Béla hívására, aki akkor a marosvásárhelyi Bolyai Farkas Líceum igazgatója volt, hazaköltözött Marosvásárhelyre és attól kezdve a Bolyai Farkas középiskolában tanított 1963-ig.
1963 őszétől az újonnan alakult marosvásárhelyi Pedagógiai Főiskolára került. 1971-ben Bukarestben védte meg doktori disszertációját Vektormezők zárt differenciálható tereken címmel. Az 1970-es évektől Bolyai-kutatással foglalkozott, és az egyik legjelentősebb Bolyai-kutatóként ismerték. 1975 őszétől két évig Marokkóban vendégtanár. A pedagógiai főiskola felszámolása után 1983-ban visszakerült a Bolyai Farkas Líceumba. 1999-ben nyugdíjba vonult, de 2001–2007 között docensként a Sapientia Erdélyi Magyar Tudományegyetemen dolgozott.
A tudománytörténettel való foglalkozást nyugdíjba vonulása után sem hagyta abba.
2013-ban megkapta a Magyar Tudományos Akadémia Arany János-életműdíját.

## Könyvei
- Bolyai Farkas, a matematikus, Tudományos Kiadó, Bukarest, 1974
- Farkas Bolyai, omul şi matematicianul, Editura Ştiinţifică, Bucureşti, 1974
- A Bolyai-Lobacsevszkij geometria modelljei, Dacia Könyvkiadó, Kolozsvár, 1975
- Bolyai János matematikai munkássága, Kriterion Könyvkiadó, Bukarest, 1981
- Vályi Gyula élete és munkássága, Kriterion Könyvkiadó, Bukarest, 1983
- Bolyai János – Az első 200 év, Vince Kiadó, Budapest, 2002 Online hozzáférés
- Fiú és Apa – Son and Father (társszerző: Makkai Piroska), Válasz Kiadó, Budapest, 2003
- Teleki Sámuel levelezése világhírű tudósokkal, Appendix Kiadó, Marosvásárhely, 2003
- Analitikus geometria és differenciálgeometria, Scientia Kiadó, Kolozsvár, 2005
- A Bolyai-Lobacsevszkij geometria modelljei; Editura Didactică şi Pedagogică, Bucureşti, 2011
- János Bolyai. Die ersten 200 Jahre, Birkhäuser, 2013 (Manfred Stern fordítása), ISBN 978-3-0346-0045-3

## Fontosabb tudománytörténeti cikkei
- Weszely Tibor:  Sipos Pál az első aranyérmes magyar matematikus.  Természet Világa,  CXXVI. évf.  5. sz. (1995)
- Weszely Tibor:  150 éve született Vályi Gyula.  Természet Világa,  CXXXVI. évf.  1. sz. (2005)   26–29. o. arch Hozzáférés: 2011. november 22.
- Weszely Tibor:  A Schola most is él.  Természet Világa,  CXXXVIII. évf.  11. sz. (2007)  arch
- Weszely Tibor:  Egy adósság törlesztése.  Természet Világa,  CXXXVI. évf.  11. sz. (2005)   522–524. o. arch
- Weszely Tibor:Bolyai valósághű arcképe, Népújság, 2012. december 15.
- Weszely Tibor: Bolyai János és a relativitáselmélet, Népújság, 2018. március 22. Online hozzáférés

## Kitüntetés
- A Korunk Bolyai-díja, 1981
- Beke Manó-emlékdíj, 1983
- Ezüstgyopár díj, 1999
- Marosvásárhely díszpolgára, 2007
- Arany János-életműdíj, 2013
- Magyar Érdemrend tisztikeresztje, 2018[4]